# かすが (列車)
かすがは、かつて日本国有鉄道（国鉄）および国鉄分割民営化後の東海旅客鉄道（JR東海）・西日本旅客鉄道（JR西日本）が、名古屋駅 - 奈良駅間などを関西本線経由で運行していた列車である。
なお本項では、中京圏と近畿地方を関西本線経由で運転されていた優等列車の沿革についても記述する。

## 概要
「かすが」のルーツは戦前、大阪電気軌道・参宮急行電鉄（のちの近畿日本鉄道）に対抗して、国鉄が1930年（昭和5年）10月から運転を開始した快速列車にまで遡る。この列車は名阪間の速達列車として輸送量の逼迫していた東海道本線に代わり、名阪間を最短距離で結ぶ関西本線に設定されたものであった。第二次世界大戦中における運行中止を経て、1949年（昭和24年）6月に臨時準急列車として復活し、同年9月に定期列車化された。
関西本線の名古屋駅 - 湊町駅（現在のJR難波駅）間は東海道本線名古屋駅 - 大阪駅間よりも距離が短い。しかも関西本線と並行する東海道本線および近鉄は、それぞれ電化の未完了、途中駅での乗り換えというハンディキャップを負っていた状況下で、この準急列車も名阪間輸送の一端を担った。1955年（昭和30年）3月には優等列車として初めて気動車を投入し、翌年の1956年（昭和31年）7月に行われたスピードアップでは、天王寺駅 - 名古屋駅間の所要時間が2時間39分（奈良駅 - 名古屋駅間は2時間7分）に短縮され、近鉄のそれに差をつけた。
しかし東海道本線の電化が完了すると、同線に設定されていた特急「つばめ」「はと」や新設された電車準急「比叡」などに所要時間で引けを取るようになり、さらに近鉄も新車両投入・途中駅での乗り換えの解消などで所要時間を短縮し巻き返しを図るようになったことで、1960年代以降「かすが」はローカル急行の地位に甘んじることになる。「はまゆう」「平安」など関西本線を経由して他地域に向かう準急と併結を開始したこともあって、所要時間は延び、特に気動車快速網の整備も進んだ奈良駅 - 湊町駅間の利用率は悪くなった。さらに東海道新幹線や名阪国道の開通がそれに追い討ちをかけ、年を追うごとに利用者は減少していった。1963年（昭和38年）10月から名古屋駅 - 奈良駅間で運転する列車が新設されてから湊町駅まで運転される列車の減少は続き、1968年（昭和43年）10月には上り1本を残して奈良駅以西が快速列車に格下げされ、1973年10月に奈良駅 - 湊町駅間の電化が完成すると全列車が奈良駅発着となった。その後、急行列車の退潮の流れの中で本数が漸減。併結列車の廃止、使用車両のキハ75への変更などで所要時間は全盛期の水準に戻ったが、大きな改善は行われなかった。残る1往復も2006年（平成18年）3月に廃止された。

## 運行概況
1949年9月の定期列車化の時点で当時の地方幹線としては異例の3往復体制であった。1980年に関西本線「しらはま」の一部区間を吸収する形で下り3本、上り5本が運転されたが、1982年5月に名古屋駅 - 亀山駅間の電化により2往復に、1985年3月に1往復にまで減少した。
1985年3月以降は、名古屋駅を朝出発し、夕方に戻るダイヤを組んでいた。
関西本線河原田駅 - 奈良駅間を走行した最後の優等列車で、JR東海管内を走行した最後の定期昼行急行列車でもある。また、「かすが」の廃止に伴い、奈良県内の鉄道路線から気動車による定期旅客列車が消滅した。これは普通鉄道が存在しない沖縄県を除いて、全国でも神奈川県、東京都に次いで3番目である。同時に奈良県内からJR定期優等列車（特急･急行）が通勤特急「らくラクやまと」が運行開始するまでの間消滅し、新幹線を含む優等列車が一時消滅したのは、JR路線を有する都道府県で唯一のことである。

### 停車駅
名古屋駅 - 桑名駅 - 四日市駅 - 亀山駅 - 柘植駅 - 伊賀上野駅 - 奈良駅
このほか、梅の時期には月ケ瀬口駅に、桜の時期には笠置駅に臨時停車したこともある。

### 使用車両・編成

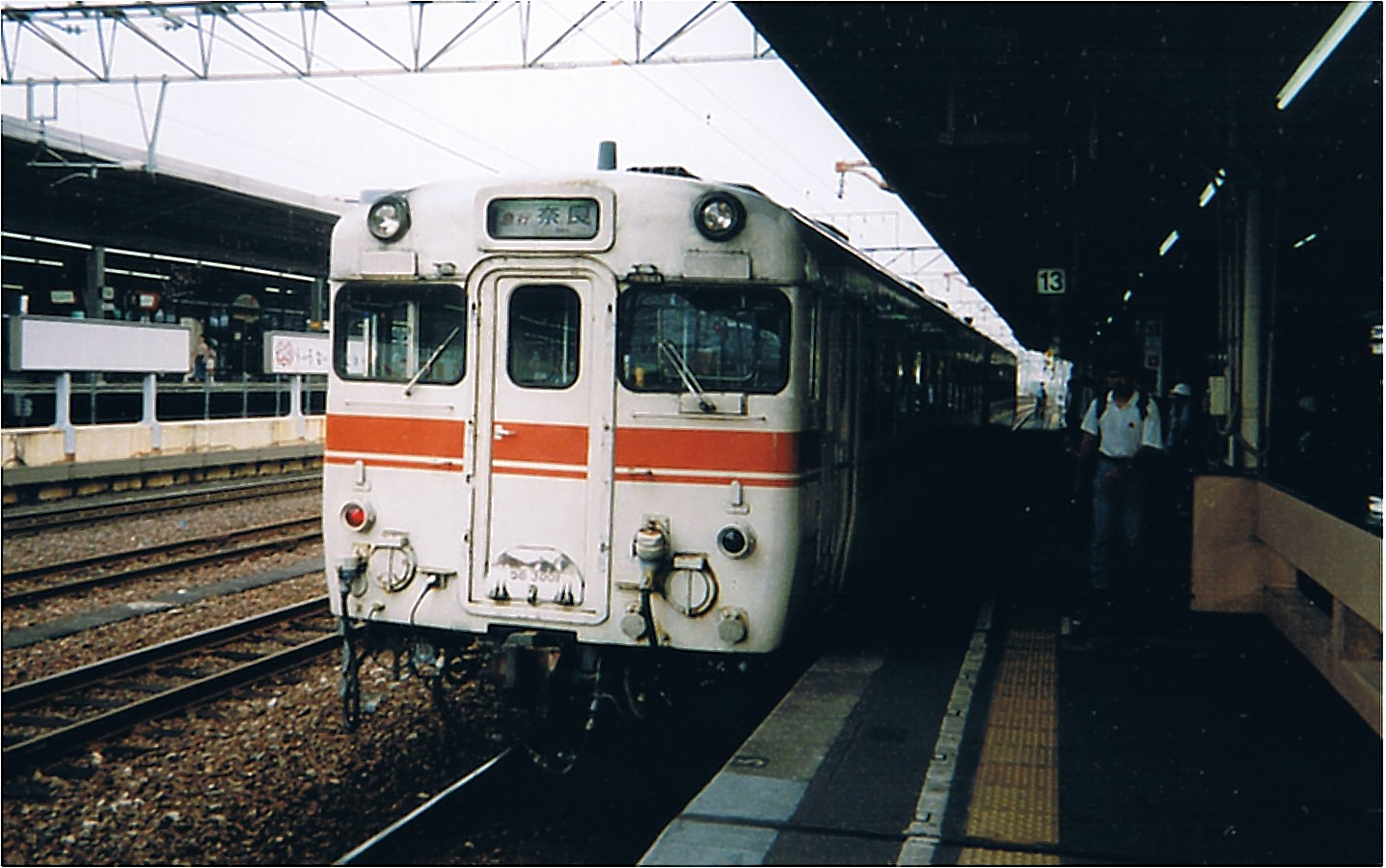
キハ58・65形で運転されていた頃のかすが（1998年・名古屋駅）

運転開始当初は、蒸気機関車によりスハ43系などの客車が牽引されていた。1955年からキハ50形の気動車が試験的に導入され、1956年からキハ51形の投入により全列車が気動車化された。1957年からキハ55系気動車を投入して居住性を向上させ、1973年にはキハ58系に置き換えられて全車冷房化されたが、1982年には利用率が低下したグリーン車の連結が廃止された。1986年以降はキハ58系・キハ65形の運用となり、また指定席の連結も開始された。キハ58形・キハ65形については、民営化後に新幹線0系電車のシートを使用してグレードアップが図られている（3000番台。専用車両は1編成しかなかったため検査時は他番台車が代走）。1999年にはキハ75形気動車に置き換えられ、3扉車、転換クロスシートの異色の急行となった。そのまま廃止時まで運行された。
廃止直前においては、基本的に2両編成であったが、多客期には4両編成（2両+2両）で運行された。また、JRの昼行急行では最後の座席指定席が連結されていた。車両はJR東海名古屋車両区に所属し、現在も快速「みえ」で使用されているキハ75形を使用し、3つの扉のうち中間の扉を締切とした上で各座席に布製で個別のヘッドカバーを付けて快速との差別化を図った「205+305」と「206+306」の編成が限定して使用されていた。当列車の廃止直前に運転されていた急行列車の中では唯一、分割民営化後に新製された車両が投入されていたが、乗客増には結びつかなかった。廃止後の2015年に使用されていた編成自体も耐寒対策が施されて（206+306はワンマン対応化も）改番され（現在の番号は「1205+1305」と「3206+3306」）、名古屋車両区から美濃太田車両区に転属し、高山本線・太多線の普通列車として運用されている。

### 担当車掌区
- JR東海：名古屋運輸区・亀山運輸区（名古屋駅 - 亀山駅間）
- JR西日本：亀山鉄道部（亀山駅 - 奈良駅間）

## 関西本線経由優等列車概略

### 平安
名古屋駅 - 京都駅間を結ぶ準急列車として、1962年に運転を開始した。当時既に東海道本線の線路容量が逼迫していて名阪間にこれ以上列車を増発する余裕がなかったのと、米原駅経由 (147.6km) よりも関西本線・草津線経由 (138.5km) のほうが最短経路であるため、京都市・大津市 - 三重県北勢地域などといった新たな需要が期待されて運転されたが、同区間では米原駅経由ですでに準急「比叡」が電車で8往復、所要時間も約2時間で運転されていたのとは対照的に、「平安」は気動車でも2時間25分を要していた。
1966年に急行列車化されたが、1968年に桑名駅発着の1往復が廃止され、以降は名古屋駅 - 柘植駅間で「かすが」と併結運転して運転されていた。1985年に運転区間の変更により「志摩」に統合されて廃止された。
列車名は、794年から1869年まで京都市に置かれていた平安京が由来となっている。

### あすか
あすかは、1965年3月、特急「くろしお」が運転を開始したのにあわせ、「くろしお」で使用されていた車両の間合いを活用して運転された特急列車である。名古屋駅 - 東和歌山駅（現：和歌山駅）間で運転されたが、天王寺駅を経由せずに阪和貨物線を経由して関西本線に乗り入れていた。
「あすか」の運転開始にあわせて、優等列車が1本も停車していなかった金岡駅が堺市駅に改称され、食堂車が連結されるなど旅行需要の開発が行われたが、車両運用の都合を優先したダイヤ設定で利用者のニーズに合わなかったこと、関西本線内は「かすが」とほぼ同一の速度・所要時間で運転され、運転時間も似通っていたこと、料金も「かすが」の方が安かったことなどから人気がなく、1966年春に食堂車の営業を休止、さらに同年秋には全車自由席として料金の値下げを行ったものの効果は全くみられず、1967年10月に廃止された。
列車名は、奈良県の中央部に位置する高市郡明日香村あたりの地域である飛鳥から採られている。「あすか」のヘッドマークには「飛鳥」の二文字が添えられていた。なお、「あすか」以外で平仮名の列車名のヘッドマークに漢字が添えられていたのは、気動車特急時代の「ひたち」（常陸）、161系→181系電車特急時代の「とき」（朱鷺）である。
停車駅
名古屋駅 - 四日市駅 - 亀山駅 - 伊賀上野駅 - 奈良駅 - 王寺駅 - 堺市駅 - 東和歌山駅

## 関西本線経由優等列車沿革
- 1949年（昭和24年）
  - 6月1日：名古屋駅 - 湊町駅（現在のJR難波駅）間（関西本線経由）で、毎日運転の臨時列車として準急列車が3往復運転開始。
  - 9月15日：名古屋駅 - 湊町駅間の準急が定期列車化。
- 1955年（昭和30年）3月22日：3往復のうち、1往復がキハ17形・キハ50形気動車に変更。
- 1956年（昭和31年）7月15日：残りの2往復も気動車化。当初はキハ51形が使用され、のちにキハ55系も使用されるようになる。
- 1958年（昭和33年）11月1日：準急列車に「かすが」と命名。
- 1962年（昭和37年）5月1日：名古屋駅・桑名駅 - 京都駅間（関西本線・草津線経由）で準急「平安」が運転開始。
- 1963年（昭和38年）10月1日：「かすが」の1往復の運転区間が、名古屋駅 - 奈良駅間に短縮される。
- 1965年（昭和40年）3月1日：名古屋駅 - 東和歌山駅（現在の和歌山駅）間（関西本線・阪和線経由）で特急「あすか」が運転開始。
- 1966年（昭和41年）3月5日：「かすが」「平安」が急行列車になる。
- 1967年（昭和42年）10月1日：「あすか」が廃止。
- 1968年（昭和43年）10月1日：ダイヤ改正により、次のように変更。
  1. 桑名駅 - 京都駅間の「平安」が廃止され、1往復になる。
  2. 名古屋駅発着の「平安」は名古屋駅 - 柘植駅間で「かすが」と併結運転される。
  3. 「かすが」の運転区間が基本的に名古屋駅 - 奈良駅間になり、湊町駅乗り入れ列車は上り列車1本のみになる。
- 1973年（昭和48年）10月1日：「かすが」の運転区間が名古屋駅 - 奈良駅間になる。
- 1982年（昭和57年）5月17日：「かすが」が2往復になる。
- 1985年（昭和60年）3月14日：「平安」が廃止。「かすが」は1往復に削減される。
- 1986年（昭和61年）11月1日：富田駅が停車駅から外れる[3][4]。
- 1999年（平成11年）12月8日：「かすが」の使用車両が、キハ58系気動車・キハ65形気動車からキハ75形気動車に置き換えられる[2]。
- 2006年（平成18年）3月18日：「かすが」が廃止される[1]。

## 復活に向けての動向
三重県、伊賀市、亀山市、JR西日本、JR東海の間で、名古屋 - 奈良間の直通列車の復活に向けて検討が進められていることが、2023年末に報道された。2024年9月に運行区間が名古屋 - 伊賀上野間と決定し、2025年2月16日と2月22日に団体臨時列車として直通運転の実証実験が行われた。団体列車であるが、亀山駅を跨ぐキハ75形列車の運行は急行かすがの廃止から約19年ぶりとなった。